# Arthur von Klüchtzner
Arthur Casimir Ferdinand Wolter Baron von Klüchtzner (* 22. September 1842 in Wolgund (Valgunde) bei Mitau in Kurland; † 16. Mai 1912 in Goldingen) war ein deutsch-baltischer Gutsbesitzer und Politiker.

## Leben
Arthur von Klüchtzner wurde als Sohn des Gutsbesitzers Ludwig Baron von Klüchtzner und dessen Ehefrau Elisabeth, geborene Baronesse von Simolin, geboren. Vom Wintersemester 1863/1864 bis zum Wintersemester 1864/1865 studierte er an die Universität Zürich Nationalökonomie. Direkt zu Beginn des Studiums schloss er sich der Baltica Zürich an. Anschließend studierte er vom Sommersemester 1865 bis zum Wintersemester 1865/1866 an der Universität Berlin Agronomie. Nach Beendigung seiner Studien kehrte er nach Kurland zurück.
Von 1867 bis 1885 war von Klüchtzner Erbherr von Warnowitz im Kreis Illuxt und von 1881 bis 1883 Kreisadelsmarschall des Kreises Illuxt. Ab 1890 war er Kommissar in Bauernangelegenheiten in Windau. Er war Ehrenfriedensrichter.